# Bushushu
Bushushu ist ein Ort im Territorium Kalehe der Provinz Sud-Kivu in der Demokratischen Republik Kongo.

## Lage
Bushushu liegt am Westufer des Kiwusees im Groupement Mbinga-Sud der Chefferie Buloho innerhalb des Territoriums Kalehe. Entlang des Ufers verläuft die Nationalstraße 2, die die beiden Provinzhauptstädte Bukavu und Goma von Sud- bzw. Nord-Kivu verbindet.

## Geschichte
Schwere Regenfälle zwischen 2. und 5. Mai 2023 im Territorium Kalehe führten zu Überschwemmungen und Erdrutschen, die die beiden Orte Bushushu und Nyamukubi besonders schwer trafen sowie in allen betroffenen Orten zusammengenommen mindestens 460 Menschen töteten. In Bushusu wurden zudem zahlreiche Gebäude zerstört oder beschädigt, darunter eine Schule. Am 8. Mai wurde einen Tag Staatstrauer erklärt.
Am 6. Februar 2025 kam es in Bushushu einen Tag nach Zusammenstößen im Ort Nyamukubi zu heftigen Kämpfen zwischen den Streitkräften der Demokratischen Republik Kongo (FARDC) und den M23-Rebellen.

## Wirtschaft
Die Region ist ländlich geprägt. Es wird Landwirtschaft, Viehzucht und Fischerei sowie Kleinstbergbau betrieben.